# Ерно (Комо)
Ерно је насеље у Италији у округу Комо, региону Ломбардија.
Према процени из 2011. у насељу је живело 55 становника. Насеље се налази на надморској висини од 727 м.